# São Jorge do Patrocínio
São Jorge do Patrocínio là một đô thị thuộc bang Paraná, Brasil. Đô thị này có diện tích 404,689 km², dân số năm 2007 là 6134 người, mật độ 11,7 người/km².